# Municipio de Media
El municipio de Media (en inglés: Media Township) es un municipio ubicado en el condado de Henderson en el estado estadounidense de Illinois. En el año 2010 tenía una población de 392 habitantes y una densidad poblacional de 4,16 personas por km².

## Geografía
Según la Oficina del Censo de los Estados Unidos, el municipio tiene una superficie total de 94.29 km², de la cual 94,29 km² corresponden a tierra firme y (0 %) 0 km² es agua.

## Demografía
Según el censo de 2010, había 392 personas residiendo en el municipio de Media. La densidad de población era de 4,16 hab./km². De los 392 habitantes, el municipio de Media estaba compuesto por el 97,96 % blancos, el 0,51 % eran afroamericanos, el 0,26 % eran amerindios y el 1,28 % eran de una mezcla de razas. Del total de la población el 1,79 % eran hispanos o latinos de cualquier raza.